# گیلد (نیوهمپشر)
گیلد (به انگلیسی: Guild) یک منطقهٔ مسکونی در ایالات متحده آمریکا است که در شهرستان سولیوان، نیوهمپشایر واقع شده‌است. گیلد ۲۶۲٫۱۳ متر بالاتر از سطح دریا واقع شده‌است.